# Bränntjärnen (Skellefteå socken, Västerbotten)
Bränntjärnen är en sjö i Skellefteå kommun i Västerbotten och ingår i Skellefteälvens huvudavrinningsområde.